# Anurophasis monorthonyx
Anurophasis monorthonyx là một loài chim trong họ Phasianidae.